# Christopher Robin (Film)

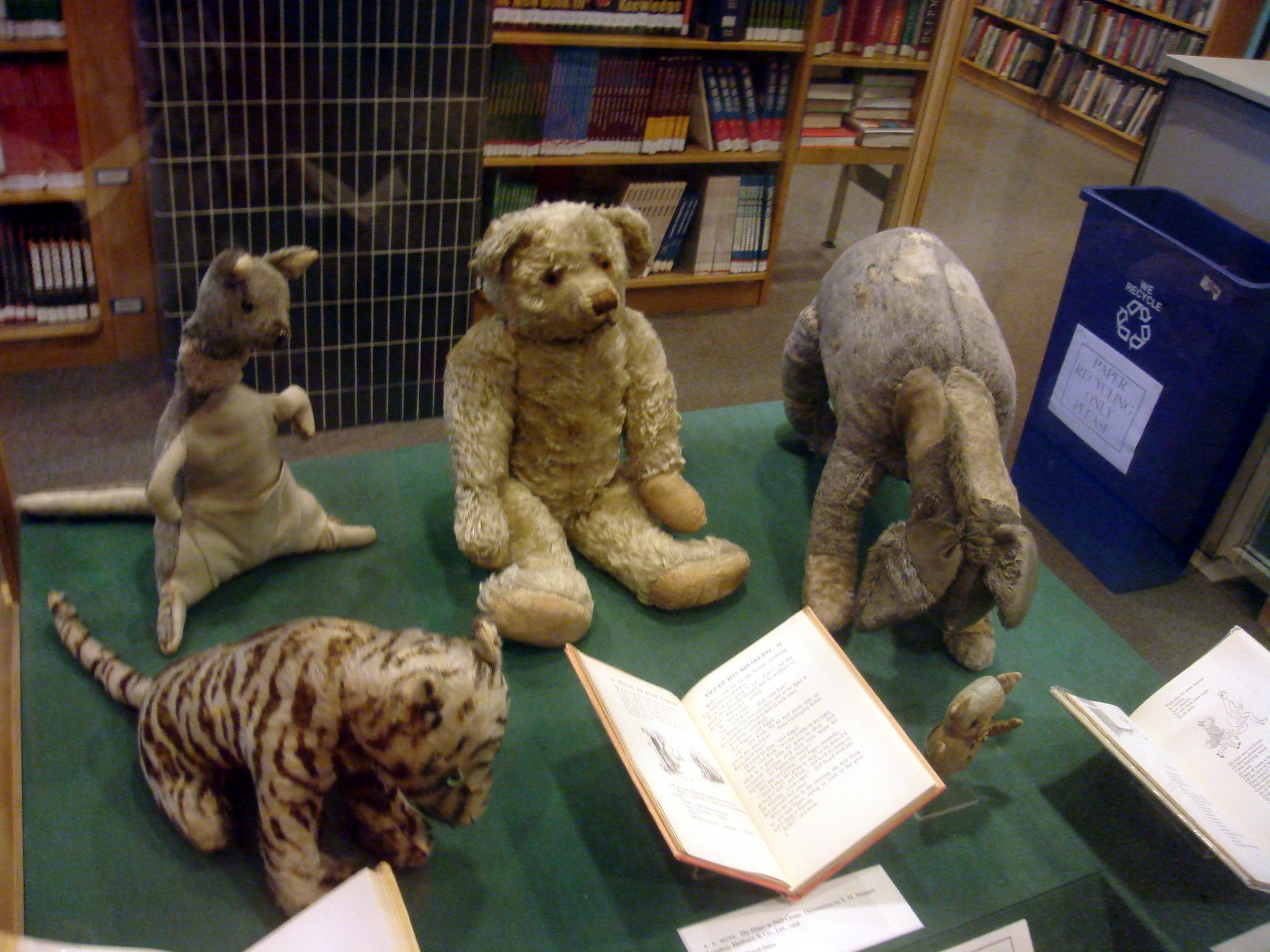
Original-Kuscheltiere des jungen Christopher Robin Milne (v. l. n. r. Tigger, Känga, Edward Bear (Puuh), I-Aah und Ferkel), die seinen Vater Alan Alexander Milne zu dessen berühmtem Kinderbuch inspirierten.

Christopher Robin ist eine US-amerikanische Fantasy-Abenteuer-Komödie von Marc Forster, produziert von Walt Disney Pictures, durch Brigham Taylor, nach einem Drehbuch von Alex Ross Perry und Allison Schroeder.
Der Film basiert auf dem Kinderbuch Pu der Bär (Winnie-the-Pooh, 1926) von A. A. Milne, dessen Handlung er mit der Geschichte des erwachsen gewordenen Christopher Robin fortsetzt. Die Plüschtierfiguren orientieren sich optisch und charakterlich an den Zeichentrickversionen aus Disneys Franchise. Der Film kam am 3. August 2018 in den USA in die Kinos. Die Titelrolle verkörpert der britische Schauspieler Ewan McGregor.

## Handlung
Christopher Robin wird ins Internat geschickt, weshalb seine Freunde vom Hundertmorgenwald – Winnie Puuh, Tigger, Ferkel, I-Ah, Känga, Roo, Eule und Rabbit – eine Abschiedsparty veranstalten. Christopher tröstet Puuh zum Abschied und verspricht ihm, dass er ihn nie vergessen wird.
Schließlich geht Christopher ins Internat, wird jedoch durch die dortigen Erfahrungen und den frühen Tod seines Vaters schnell erwachsen. Er trifft und heiratet die Architektin Evelyn, mit welcher er eine Tochter namens Madeline bekommt, und dient in der britischen Armee im Zweiten Weltkrieg. Nach dem Krieg arbeitet er als Effizienzexperte bei Winslow Luggages. Aufgrund seines anspruchsvollen Jobs und seiner Pläne, Madeline ebenfalls ins Internat zu schicken, vernachlässigt er seine Familie. Giles Winslow Jr. fordert Christopher auf, die Ausgaben um 20 % zu senken, vor allem durch die Wahl der Mitarbeiter, die entlassen werden sollen, und seinen Plan am Montag zu präsentieren. Dies führt dazu, dass Christopher es widerstrebend nicht schafft, mit seiner Familie das Landhaus in Sussex für ein Sommer-Wochenende zu besuchen, um dort Zeit mit ihnen zu verbringen.
Zur gleichen Zeit erwacht Puuh aus einem Schlaf und kann all seine Freunde nicht finden, sodass er durch Christophers Tür im Hundertmorgenwald reist und sich in London wiederfindet. In London trifft er Christopher auf einer Parkbank wieder. Dieser ist schockiert, Puuh zu sehen. Christopher beschließt Puuh durch eine Tür in der Nähe seines Sussex-Hauses zurück in den Wald zu bringen, nachdem Puuh in seiner Wohnung sämtliche Regale zum Einsturz gebracht hat.
Nachdem sie an Christophers Familie vorbeigekommen sind, welche das Wochenende alleine im Landhaus in Sussex verbringen, betreten die beiden den Hundertmorgenwald. Christopher wird verärgert über Puuhs Zerstreutheit und Angst vor Heffalumps und Wusel. Schließlich erklärt er Puuh, dass er kein Kind mehr ist, bevor sich die beiden im Nebel verlieren. Christopher entdeckt I-Ah und Ferkel, die ihn zu Puuhs anderen Freunden führen, die sich aus Angst vor einem Heffalump in einem Baumstamm versteckt haben. Da er seine Freunde nicht davon überzeugen konnte, dass er wirklich Christopher Robin ist, gibt er vor, einen Heffalump zu besiegen, um es zu beweisen. Schließlich glauben sie, dass er Christopher Robin ist, und begrüßen ihn mit Freude. Als sie sich mit Puuh an ihrem Treffpunkt wiedervereinigen, entschuldigt sich Christopher dafür, dass er sich vorhin aufgeregt hat. Christopher erzählt Puuh, wie verloren er sich fühlt, aber Puuh erinnert ihn daran, dass sie sich gefunden haben und tröstet ihn mit einer Umarmung. Am nächsten Morgen eilt Christopher aus dem Hundertmorgenwald, um seine Präsentation in London zu halten. Er begegnet seiner Familie und verschwindet, weil er nicht weiß, wie er ihnen vom Hundertmorgenwald erzählen soll.
Puuh bemerkt, dass Tigger Christophers Präsentations-Unterlagen beim Trocknen seiner Aktentasche entfernt hat, also beschließen Puuh, Tigger, Ferkel und I-Ah, nach London zu reisen, um sie ihm wieder zurückzubringen. Sie treffen Madeline, die Puuh, Tigger, Ferkel und I-Ah aus den Zeichnungen ihres Vaters erkennt. Sie schließt sich ihnen an, um ihren Vater vom Internat abzubringen. Als Evelyn später einen Brief entdeckt, den Madeline ihr hinterlassen hat, reist sie ebenfalls nach London zurück.
Christopher entdeckt schockiert, dass seine Aktentasche mit Sachen von Tigger gefüllt ist. Schließlich trifft Evelyn ein und Christopher schließt sich ihr an, um in London nach Madeline zu suchen. Madelines Gruppe versteckt sich in Winslow-Firmenkisten auf einem Lkw, der zum Winslow-Firmensitz fährt, aber Tigger, I-Ah und Ferkel werden versehentlich mit ihrer Kiste vom Lkw geschleudert. Sie treffen auf Christopher und Evelyn. Madeline und Puuh kommen in der Nähe des Winslow-Gebäudes an und vereinigen sich mit Christophers Gruppe. Christophers Papiere jedoch sind verloren, als Madeline versehentlich auf der Treppe stolpert und die Papiere vom Wind durch London geweht werden. Madeline und Puuh sind fürchterlich verärgert. Christopher versichert seiner Tochter, dass sie ihm wichtig ist und dass er sie nicht ins Internat schicken wird.
Zurück bei Winslow improvisiert er einen Plan, bei dem es darum geht, die Preise für Gepäck zu senken, den Mitarbeitern bezahlten Urlaub zu gewähren und ihr Gepäck an alltägliche Menschen zu verkaufen, um die Nachfrage zu erhöhen. Winslow Jr. weist die Idee zurück, aber dessen Vater erwärmt sich und stimmt dem Plan zu. Christopher betont weiter, dass Winslow Jr. nichts zum Plan beigetragen hat, da er das ganze Wochenende Golf gespielt hat, sodass dieser gedemütigt wird.
Christopher Robins Familie besucht schließlich gemeinsam den Hundertmorgenwald, damit Christopher ihnen seine restlichen Freunde vorstellen kann.

## Produktion

### Vorproduktion
Disney kündigte im April 2015 nach dem Erfolg der Realverfilmungen von Alice im Wunderland, Maleficent und Cinderella eine Realverfilmung basierend auf Winnie Puuh an. Als Drehbuchautor wurde Alex Ross Perry und als Produzent Brigham Taylor angekündigt. Am 18. November 2016 wurde bekannt gegeben, dass Marc Forster die Regie für den Film übernehmen soll. Am 1. März 2017 wurde Tom McCarthy als Drehbuchautor angekündigt.

### Casting

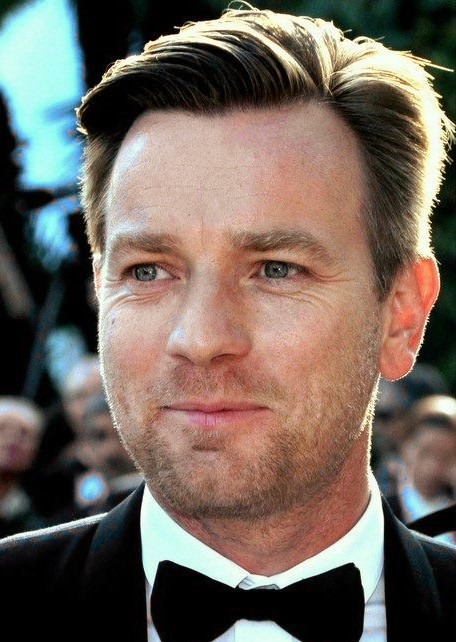
Ewan McGregor (2012)

Im April 2017 wurde bekannt, dass Ewan McGregor die Hauptrolle des Christopher Robin verkörpern soll. Für die Rolle der Evelyn Robin war zunächst Gemma Arterton im Gespräch, bis sie schließlich absagte. Die Rolle ging an Hayley Atwell. Mark Gatiss verkörpert die Rolle von Christophers Chef Giles Winslow. Die Rolle des Winnie Puuh wird von Jim Cummings, welcher diesem bereits seit den 1980er Jahren in den Zeichentrickfilmen und -serien seine Stimme leiht, gesprochen. Für die Figur Tigger wurde zuerst Chris O’Dowd angekündigt, jedoch ging diese Rolle ebenfalls an Cummings, welcher diese Figur auch schon seit langem spricht. Weitere Synchronsprecher sind Nick Mohammed als Ferkel, Peter Capaldi als Rabbit, Brad Garrett als I-Aah, Sophie Okonedo als Känga und Toby Jones als Eule.

### Dreharbeiten
Die Dreharbeiten zum Film begannen im August 2017 in London und endeten am 4. November desselben Jahres. Viele Szenen, welche im Hundertmorgenwald spielen, wurden im Ashdown Forest, welcher schon als Inspiration für die Bücher diente, und im Windsor Great Park gedreht.

### Veröffentlichung
Christopher Robin kam am 3. August 2018 in die US-amerikanischen und am 16. August in die deutschen Kinos.
Am 5. März 2018 veröffentlichte Disney das erste offizielle Plakat zum Film. Der erste Teaser-Trailer erschien am darauffolgenden Tag. Der erste deutschsprachige Trailer erschien am 2. Mai 2018. Am 25. Mai 2018 wurde, nach einer Ankündigung am Vortag, der erste lange Trailer während der Ellen DeGeneres Show veröffentlicht, in der Hauptdarsteller McGregor zu Gast war. Der erste lange deutsche Trailer wurde am 25. Juni 2018 veröffentlicht.

### Synchronisation
Die deutsche Synchronisation entstand nach einem Dialogbuch und der Dialogregie von Ursula von Langen im Auftrag der FFS Film- & Fernseh-Synchron GmbH, Berlin. Die Bearbeitung der Liedtexte erfolgte durch Thomas Amper, Ursula von Langen und Andreas Hommelsheim. Die musikalischen Aufnahmen und Bearbeitungen fanden in den Jamzone Studios in München unter der Leitung von Thomas Amper und Ursula von Langen statt.
| Rolle               | Darsteller         | Synchronsprecher         |
| ------------------- | ------------------ | ------------------------ |
| Christopher Robin   | Ewan McGregor      | Philipp Moog             |
| Evelyn Robin        | Hayley Atwell      | Berenice Weichert        |
| Madeline Robin      | Bronte Carmichael  | Tilda Kortemeier         |
| Giles Winslow       | Mark Gatiss        | Thomas Nero Wolff        |
| Winslow Sr.         | Oliver Ford Davies | Friedrich Georg Beckhaus |
| junger Christopher  | Orton O’Brien      | Dominic Pühringer        |
| Christophers Mutter | Katy Carmichael    |                          |
| Christophers Vater  | Tristan Sturrock   |                          |

| Rolle                        | Sprecher (Originalfassung) | Sprecher (Deutsche Fassung) |
| ---------------------------- | -------------------------- | --------------------------- |
| Pu der Bär (Winnie-the-Pooh) | Jim Cummings               | Toni Nirschl                |
| Tigger                       | Jim Cummings               | Joachim Kaps                |
| Ferkel                       | Nick Mohammed              | Santiago Ziesmer            |
| I-Aah                        | Brad Garrett               | Tilo Schmitz                |
| Rabbit                       | Peter Capaldi              | Gerald Schaale              |
| Känga                        | Sophie Okonedo             | Marie Bierstedt             |
| Eule                         | Toby Jones                 | Hans-Rainer Müller          |
| Roo                          | Sara Sheen                 | Laurin Pfister              |

## Rezeption
Christopher Robin erhielt überwiegend positive Kritiken. Bei Rotten Tomatoes waren 72 Prozent der 276 Kritiken positiv. Die durchschnittliche Bewertung lautet 6,2 von 10.
Den reinen Produktionskosten von 70 bis 75 Millionen US-Dollar stehen knapp drei Wochen nach der Premiere Einnahmen an den weltweiten Kinokassen von etwa 196 Millionen US-Dollar gegenüber, davon rund 99 Millionen US-Dollar allein in den Vereinigten Staaten und Kanada.
Die Deutsche Film- und Medienbewertung FBW in Wiesbaden verlieh dem Film das Prädikat besonders wertvoll.
In China durfte der Film nicht gezeigt werden, weil die Figur Pu der Bär aufgrund eines seit 2013 verbreiteten Memes, das sich über Xi Jinpings Ähnlichkeit mit der Zeichentrickfigur Winnie Puuh lustig macht, von den Zensurbehörden nicht mehr geduldet wird.